# Сентенниал (Колорадо)
Сенте́нниал — город (англ. city) в о́круге Арапахо, штат Колорадо, США. Население — 102 603 чел. (по данным на 2011 год).

## История
Город был образован 6 февраля 2001 года из частей двух невключённых территорий. Решение об объединении было принято на референдуме 12 сентября 2000 года 77 % голосов. 7 февраля 2001 г. Сентенниалу был присвоен статус города. 10 июня 2008 года город получил статус самоуправляемой территории (англ. Home rule municipality).

## Население
По данным на 2010 год, население города составляет 103 000 человек. В городе зарегистрировано 36 200 домохозяйств. 
| Этническая (расовая) группа | Доля в населении |
| --------------------------- | ---------------- |
| Белые                       | 87,4 %           |
| Латиноамериканцы            | 4,8 %            |
| Азиаты                      | 3,6 %            |
| Афроамериканцы              | 2,4 %            |
| Индейцы                     | 0,4 %            |
| Другие                      | 1,4 %            |

## Экономика
Основную долю в экономике города занимает сектор услуг. В том числе, финансовая и страховая деятельность, ритейлинг, здравоохранение и др. Среднегодовой доход на одно домохозяйство — $96 342. Максимальный доход — $108 847.
В Сентенниале расположена штаб-квартира компании United Launch Alliance, занимающейся орбитальными запусками.
В городе развитая система инфраструктуры, в том числе транспортной; есть аэропорт.
В 2008 году властями города была принята программа экономического развития на срок до 2030 года.

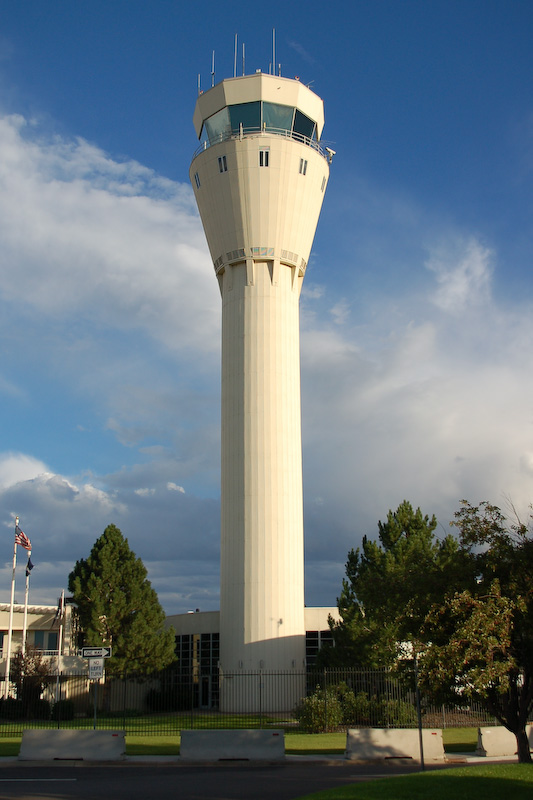
Наблюдательная башня городского аэропорта.

| Сфера экономики                                   | Доля (%) |
| ------------------------------------------------- | -------- |
| Финансы и страхование                             | 15 %     |
| Техническая, научно-профессиональная деятельность | 11 %     |
| Ритейлинг                                         | 10 %     |
| Строительство                                     | 10 %     |
| Сектор административных услуг                     | 8 %      |
| Здравоохранение, социальная помощь                | 7 %      |
| Оптовая торговля                                  | 7 %      |
| Услуги пищевых заведений                          | 6 %      |
| Образование                                       | 6 %      |
| Информационные услуги                             | 5 %      |
| Остальные сферы экономической деятельности        | 16 %     |